# Андерсонвил (Тенеси)
Андерсонвил (енгл. Andersonville) насељено је место без административног статуса у америчкој савезној држави Тенеси.

## Демографија
По попису из 2010. године број становника је 472.
| Група             | 2000.    | 2010.       |
| Белци             | 0 (0,0%) | 459 (97,2%) |
| Афроамериканци    | 0 (0,0%) | 0 (0,0%)    |
| Азијати           | 0 (0,0%) | 1 (0,2%)    |
| Хиспаноамериканци | 0 (0,0%) | 7 (1,5%)    |
| Укупно            | 0        | 472         |